# Stadtwerke München
Die Stadtwerke München GmbH (kurz: SWM) sind eines der größten deutschen kommunalen Versorgungs- und Dienstleistungsunternehmen. Eigentümerin ist die Stadtverwaltung München. Die SWM sind in den Bereichen Strom-, Erdgas-, Fernwärme-, Fernkälte- und Trinkwasserversorgung, öffentlicher Nahverkehr, Betrieb der Münchner Bäder und Telekommunikation tätig. Bundesweit bietet das kommunale Versorgungs- und Dienstleistungsunternehmen Privat- und Geschäftskunden Strom- und Erdgasprodukte an. Nach eigenen Angaben sind die SWM das größte europäische Stadtwerk und zählen zu den größten Energieversorgern Deutschlands. Seit 2008 ist der Ausbau der erneuerbaren Energien zentraler Bestandteil der Unternehmensstrategie. Das Unternehmen sieht sich als Vorreiter der Wärmewende.

## Geschichte
1998 ist das Gründungsjahr der Stadtwerke München GmbH. Doch schon lange vorher gab es Vorgänger-Organisationen, die die Stadt München geprägt haben, mit wichtigen Fortschritten in der Energie- und Wasserversorgung sowie bei den Verkehrsbetrieben. Einige der Meilensteine in der Historie der Stadtwerke München:
- 1883 wurde erstmals Trinkwasser, das im Mangfalltal im Voralpenland gewonnen wurde, in das 40 km entfernte München geleitet.
- 1895 nahm die Stadt die elektrische Straßenbahn in Betrieb.
- 1899 wurden die öffentliche Strom- und Gasversorgung der Stadt München zusammengefasst.
- 1939 fasste man die städtischen Unternehmen Gas- und Wasserversorgung, Elektrizitätswerke und Verkehrsbetriebe zusammen.
- 1955 ging das Heizkraftwerk Müllerstraße in Betrieb und realisierte zum ersten Mal Kraft-Wärme-Kopplung in einer relevanten Größenordnung.
- 1971 wurde die erste U-Bahnstrecke eröffnet, die anlässlich der Olympischen Spiele 1972 gebaut wurde.
- 1998 beschloss der Münchner Stadtrat, den Eigenbetrieb Stadtwerke in eine GmbH umzuwandeln, die zu 100 Prozent im Eigentum der Stadt verbleibt.
- 2007 wurde das Gelände des Heizkraftwerk in der Müllerstraße verkauft.
- 2008 starteten die SWM ihre Ausbauoffensive Erneuerbare Energien mit dem Ziel, ab 2025 so viel Ökostrom in eigenen Anlagen zu erzeugen, wie München verbraucht.
- 2010 begann der Ausbau des Glasfasernetzes im München, an das 2019 bereits eine halbe Million Kundinnen und Kunden angeschlossen waren.
- 2015 wurde der Offshore-Windpark DanTysk eingeweiht und in Betrieb genommen. DanTysk ist der erste Offshore-Windpark, an dem sich die SWM im Zuge der Ausbauoffensive Erneuerbare Energien beteiligten.

## Unternehmensbereiche

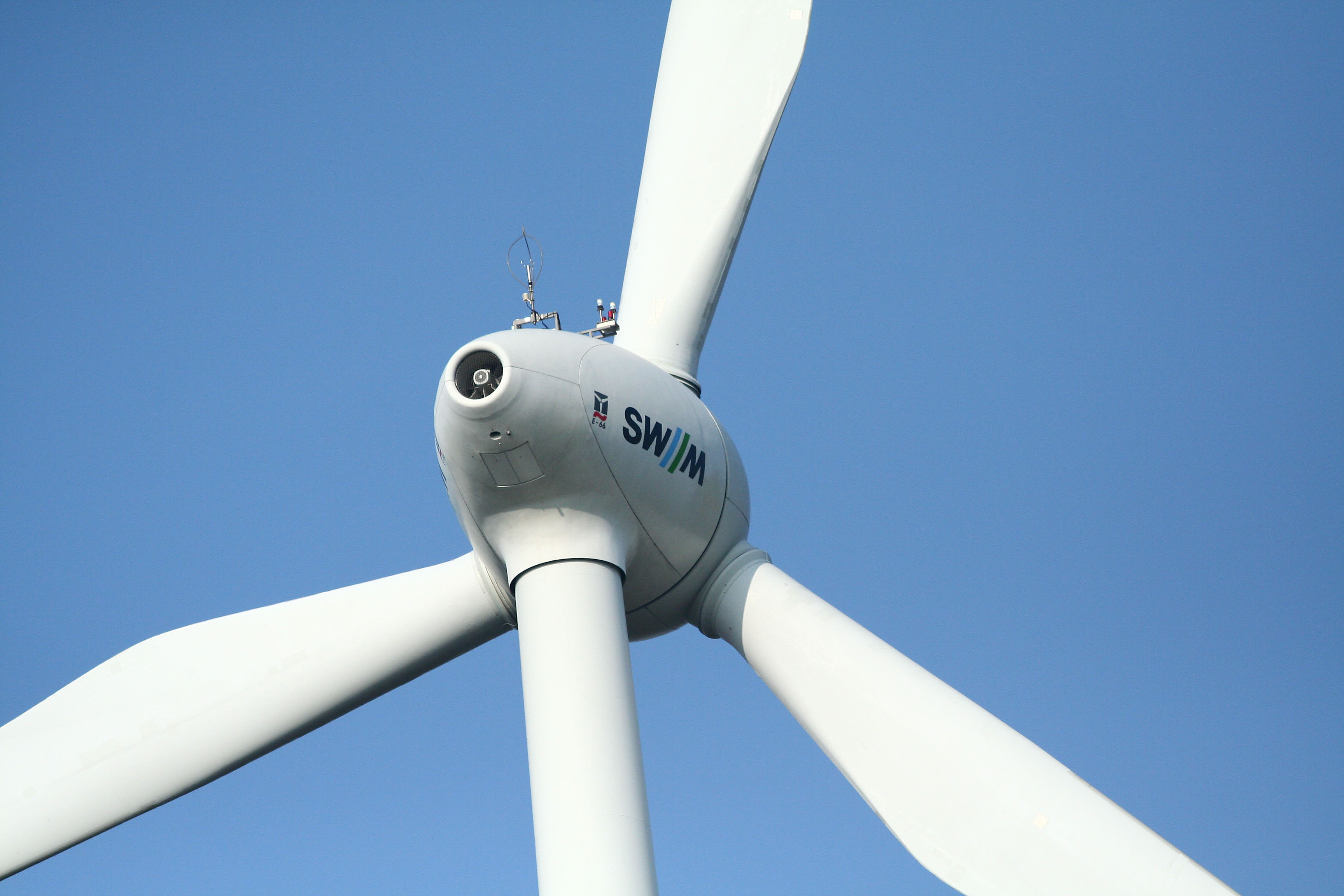
Windkraftanlage Fröttmaning der SWM auf dem Fröttmaninger Berg

### Strom
Unter dem Namen „M-Strom“ vertreiben die SWM Strom verschiedene Stromtarife und begleitende Dienstleistungen für Privat- und Geschäftskunden in München und der Region. Viele Angebote sind auch bundesweit erhältlich. Mit mehr als 250.000 Ökostromkunden gehören die SWM nach eigenen Angaben deutschlandweit zu den größten Ökostrom-Anbietern im Privat- und Geschäftskundenmarkt. Die SWM sind im Stadtgebiet München und der Münchner Region Betreiber von 14 Wasserkraftwerken, mehreren Anlagen, die Strom aus regenerativer Energie erzeugen, und den drei Heizkraftwerken Süd, Nord und Freimann, die rund 70 Prozent des Stroms mit Kraft-Wärme-Kopplung (u. a. mit Müll- und Steinkohleverbrennung im Heizkraftwerk München Nord, ebenso mit Gas) erzeugen. Die SWM sind mit ihren Beteiligungsgesellschaften auch zu 25 Prozent am Kernkraftwerk Isar 2 beteiligt.

### Gas
Als Teil des europäischen Verbundnetzes versorgen die SWM ihre Kunden mit Erdgas. Dafür steht auch ein eigener Untertagespeicher zur Verfügung. Die SWM bieten verschiedene Erdgas-Tarife an, die zum Teil bundesweit erhältlich sind. In München betreiben die SWM acht Erdgastankstellen, an denen regeneratives Biomethan getankt werden kann.

### Fernwärme
Bei der Erzeugung von Strom im Kraft-Wärme-Kopplungs-Prozess entsteht Wärme, die von den Kraft-Wärme-Kopplungs-Anlagen der SWM in das Fernwärmenetz geleitet wird. In ihren Heizkraftwerken und Heizwerken erzeugen die SWM Fernwärme, die über 800 km Dampf- und Heißwassernetze an große Gebäude und Hausanschlüsse verteilt und zur Heizung und Bereitung von Warmwasser genutzt wird.
Unter dem Münchner Stadtgebiet liegt die Temperatur des in einer wasserführenden Kalksteinschicht vorhandenen Thermalwassers zwischen 80 °C und 140 °C. In Sauerlach kann Wasser mit 140 °C aus 4.200 Meter Tiefe gepumpt werden. Aus dem Malm-Kalkstein kann an den genutzten Standorten ausreichend Thermalwasser gefördert werden, weil diese Bohrungen entweder an tektonische Störungen (Klüfte) oder an verkarstete Bereiche angeschlossen sind. Da diese Malmschicht von Norden nach Süden „einfällt“, also im Süden Münchens deutlich tiefer liegt, und das Grundwasser dementsprechend höhere Temperaturen hat, ist im Süden eine kombinierte Nutzung zur Strom- und Wärmeerzeugung (KWK) möglich, in Norden hingegen nur eine Wärmenutzung.
Die erste Geothermie-Anlage Münchens wurde 2004 in Riem in Betrieb genommen, die Riem und die Neue Messe München rund um die Uhr mit Wärme versorgt. Bei der Förderung wird ein aus zwei Bohrungen bestehendes Dubletten-System eingesetzt. Dabei wird dem Tiefenwasser, das mit einer Temperatur von 94 °C gefördert wird, Wärme entzogen, bevor es über die zweite Bohrung wieder zurückgeführt wird, sodass dem Untergrund kein Wasser entzogen wird.
Eine zweite Geothermie-Anlage in Sauerlach produziert neben Wärme auch Strom. Eine weitere Anlage in Freiham ist an das Fernwärmenetz der Innenstadt angeschlossen und versorgt weitere Gebiete über ein nachgelagertes Niedertemperaturnetz. Im April 2018 haben die Arbeiten für Deutschlands größte Geothermie-Anlage beim Heizkraftwerk Süd begonnen. Die sechs Bohrungen sind abgeschlossen. Nach gründlichen Langzeitpumpversuchen wird die Anlage in der Heizsaison 2021 ans Netz gehen.
Durch umfassende Investitionen ist ein Anschluss an das Fernwärmenetz der SWM in immer mehr Stadtteilen Münchens möglich. Seit November 2015 werden weitere Thermalwasserschichten unter dem Stadtgebiet erkundet. Es wird damit gerechnet, bis zu 16 weitere Geothermie-Anlagen errichten zu können. Bis 2040 soll Fernwärme in München zu 100 Prozent aus erneuerbaren Energien gewonnen werden.

### Fernkälte
Im Vergleich zu herkömmlichen Klimaanlagen ist Fernkälte umweltschonend und energieeffizient – rund die Hälfte des Primärenergieaufwandes lässt sich einsparen. Als Energiequelle dient kaltes Grundwasser, das in einem geschlossenen Kreislauf zur Kühlung eingesetzt wird. Industriekunden wird Fernkälte über ein Rohrnetz zur Verfügung gestellt. Lediglich die Pumpen werden mit Strom betrieben. Das leicht erwärmte Grundwasser wird anschließend wieder dem Grundwasserstrom zugeführt.

### Wasser
80 Prozent des Trinkwassers für München stammen aus dem oberbayerischen Mangfalltal bei Weyarn, 20 Prozent aus dem Loisachtal nahe Garmisch, zwischen Oberau und Farchant. Die südliche Münchner Schotterebene dient als Reserve für Bedarfsspitzen. Auf diese Gewinnungsgebiete im bayerischen Voralpenland sowie auf die ökologische Landwirtschaft und nachhaltige Forstwirtschaft in diesen Regionen ist die hohe Qualität des Münchner Trinkwassers u. a. zurückzuführen.

### Bäder
Die SWM betreiben in München insgesamt neun Hallenbäder, ein Winter-Warmfreibad, zehn Saunen und acht Sommerbäder, und zwar gemäß dem vom Münchner Stadtrat im Jahr 1991 beschlossenen „Münchner Bäderkonzept“, das eine Aufwertung der Schwimmbäder zu Erholungs- und Freizeitbädern vorsah. In München gibt es unter den Bädern zwei Kombibäder (Kombination aus Hallen- und Freibad): das Westbad in der Weinbergerstraße im Westen und das Michaelibad an der Heinrich-Wieland-Straße im Osten. Das Michaelibad ist das größte Erholungs- und Freizeitbad Münchens.

### Energieberatung
Weiterer Bestandteil der Energiestrategie der SWM ist die Energieeffizienz. Aus diesem Grund beraten die SWM umfassend zum Energiesparen. Um das Energieeinsparpotenzial zu heben, haben die SWM ihr Beratungsangebot weiter ausgebaut. Zum Angebot zählt auch das Energiesparberatungsprojekt für Haushalte mit geringem Einkommen.

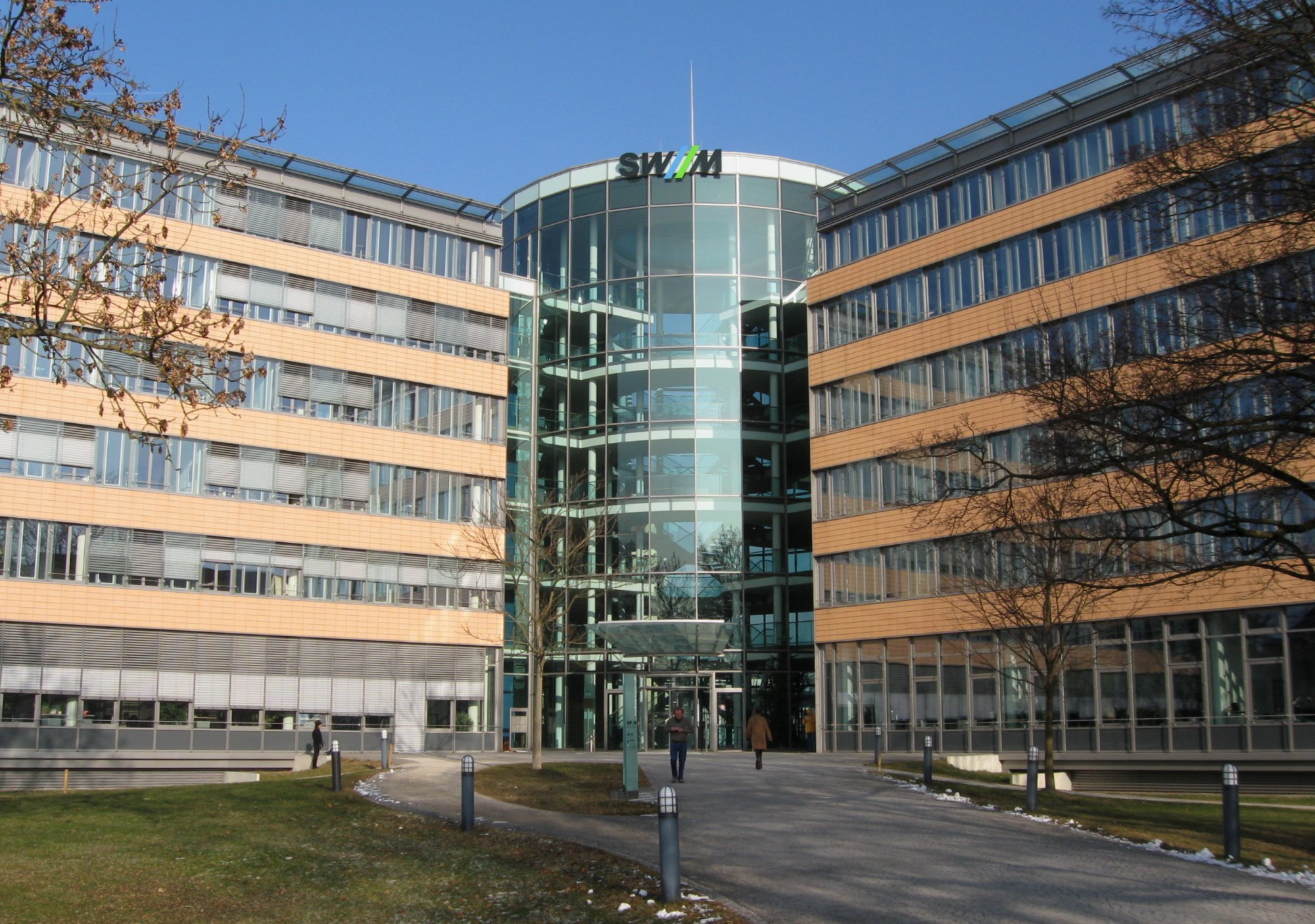
Zentrale in der Emmy-Noether-Straße 2

## Projekt zu erneuerbaren Energien
Im Jahr 2008 haben die SWM die „Ausbauoffensive Erneuerbare Energien“ begonnen: Ab 2025 beabsichtigt das Unternehmen, rechnerisch so viel Ökostrom in eigenen Anlagen zu produzieren, wie ganz München verbraucht. Das sind rund 7,5 Milliarden Kilowattstunden pro Jahr. Die Ausbauoffensive Erneuerbare Energien ist mit einem Budget von rund neun Milliarden Euro ausgestattet worden, welches insbesondere in Windkraftanlagen in Nordeuropa investiert wird. Aktuell sind die SWM u. a. an den Offshore-Windparks Global Tech I, Gwynt y Môr, DanTysk und Sandbank beteiligt. Weitere Projekte sind in Planung, wobei von der SWM geplante Projekte zur Installation von Windkraftanlagen auf dem norwegischen Festland auf erheblichen Widerstand von norwegischen Umweltschützern stoßen. Dem Windpark Roan, einem Teilpark des Windparks Fosen Vind, wurde gerichtlich die Genehmigung entzogen, da er die Rechte des indigenen Volks der Samen beschneide, ihre Kultur der Rentierzucht zu praktizieren.
Die Stadtwerke München streben die Energiewende auch im Wärmebereich an mit dem Ziel, die Wärmeversorgung der Stadt bis 2040 zu 100 % auf erneuerbare Energie, vorwiegend Geothermie, umzustellen. München wäre damit weltweit die erste Millionenstadt mit einer rechnerisch komplett erneuerbaren Wärmeversorgung.

## Öffentlicher Nahverkehr
Die Münchner Verkehrsgesellschaft mbH (MVG), Tochtergesellschaft der SWM, stellt mit U-Bahn, Bus, Tram, MVG Rad und weiteren Mobilitätsleistungen ein umweltschonendes Angebot im Münchner Nahverkehr zur Verfügung.

## Telekommunikation
Gemeinsam mit ihrer Tochtergesellschaft M-net Telekommunikations GmbH verlegen die SWM in München ein Glasfasernetz. Darüber hinaus investiert M-net in weiteren Regionen Bayerns in den Ausbau glasfaserbasierter Breitbandnetze. Die Kommunikationslösungen sind bereits in über 50 Prozent der bayerischen Haushalte sowie im Großraum Ulm für Privat- und Geschäftskunden verfügbar.

## Erzeugungsanlagen München und Region
In München und der Umgebung erzeugen die SWM in rund 50 Anlagen Energie.

### Heizkraftwerke
- Blockheizkraftwerk Westbad, seit 1997 in Betrieb
- Heizkraftwerk Freimann, seit 1974 in Betrieb
- Heizkraftwerk Nord, in Betrieb seit 1964
- Heizkraftwerk Süd, in Betrieb seit 1899 zur Stromerzeugung, seit 1969 zusätzlich zur Fernwärmegewinnung
- Heizwerk Gaisbergstraße, seit 1974 in Betrieb
- Heizwerk Kathi-Kobus-Straße, seit 1965 in Betrieb
- Heizwerk Koppstraße, seit 1967 in Betrieb
- Heizwerk Perlach, seit 1980 in Betrieb
- Heizwerk Theresienstraße, seit 1963 in Betrieb

### Wasserkraftanlagen
- Isarwerk 1: Das in München am Isar-Werkkanal gelegene Laufwasserkraftwerk ist seit 1908 in Betrieb. Seit 1993 steht die Anlage unter Denkmalschutz.
- Isarwerk 2: Das in München am Isar-Werkkanal gelegene Laufwasserkraftwerk ist seit 1923 in Betrieb.
- Isarwerk 3: Das in München am Isar-Werkkanal gelegene Laufwasserkraftwerk ist seit 1923 in Betrieb.
- Leitzachwerk 1: Das im Mangfalltal im Landkreis Rosenheim gelegene Kraftwerk ist seit 1983 in Betrieb.
- Leitzachwerk 2: Das im Mangfalltal im Landkreis Rosenheim gelegene Kraftwerk ist seit 1965 in Betrieb.
- Leitzachwerk 3: Das im Mangfalltal im Landkreis Rosenheim gelegene Kraftwerk ist seit 1983 in Betrieb.
- Maxwerk: Das in München am Auer Mühlbach gelegene Laufwasserkraftwerk ist das älteste Wasserkraftwerk der SWM. Es wurde 1895 errichtet.
- Praterkraftwerk: Die Anlage liegt unsichtbar im Flussbett der Münchner Isar auf Höhe der Praterinsel. Die Anlage ist seit 2010 in Betrieb. Sie gehört zu den modernsten Kleinwasserkraftwerken Europas.
- Stadtbachstufe: Das Kleinwasserkraftwerk ist seit 2006 in Betrieb.
- Uppenbornwerk 1: Die nahe Moosburg am Mittleren Isarkanal gelegene Anlage ist seit 1930 in Betrieb.
- Uppenbornwerk 2: Die nahe Moosburg am Mittleren Isarkanal gelegene Anlage ist seit 1951 in Betrieb.[25]
- Kleinwasserkraftwerk an der Sempt: Die in Wang gelegene Anlage ist seit 2011 in Betrieb.
- Kleinwasserkraftwerk Hammer: Die bei Fischbachau gelegene Anlage ist seit 1976 in Betrieb.

### Photovoltaikanlagen
Im Stadtgebiet und in Moosburg betreiben die SWM derzeit 24 PV-Anlagen. 16 der Anlagen wurden aus den Einnahmen des SWM Stromtarifs Ökostrom aktiv finanziert. Bei M-Ökostrom aktiv zahlen Kunden gegenüber dem herkömmlichen SWM Stromtarif M-Ökostrom einen Aufpreis. Die Einnahmen aus dem Aufpreis verwenden die SWM, um Erneuerbare-Energien-Anlagen in der Region München zu bauen.

### Sonstige: Geothermie, Wind, Biogas, Kernenergie
- Biogas-Blockheizkraftwerk Michaelibad, seit 2013 in Betrieb
- Geothermie-Anlage Riem: Die Anlage ist seit 2004 in Betrieb und versorgt die Messestadt Riem mit Wärme.
- Geothermie-Heizkraftwerk Sauerlach: Die Anlage ist seit 2014 in Betrieb und erzeugt Wärme sowie Strom.
- Geothermie-Anlage Freiham: Die Anlage ist seit Herbst 2016 in Betrieb und deckt die Grundlast des Wärmebedarfs des neuen Stadtteils Freiham sowie benachbarter Gebiete im Münchner Westen.
- Windkraft-Anlage Fröttmaning, seit 1999 in Betrieb
- Gemeinschaftskernkraftwerk Isar 2, ab 1988 in Betrieb, seit 2023 stillgelegt (Beteiligung von 25 %)

## Konzernstruktur
Die Stadtwerke München sind seit 1998 eine GmbH, d. h. in einer privatrechtlichen Gesellschaftsform organisiert, die sich zu 100 Prozent im Eigentum der Landeshauptstadt München befindet. Als kommunales Unternehmen erfüllen die SWM den Auftrag zur Daseinsvorsorge. Die Zentrale der SWM liegt im Norden Münchens in der Emmy-Noether-Straße 2.
Ihre Kerngeschäftsfelder haben die SWM durch Beteiligungen ausgebaut.

### Beteiligungen
Energie und Trinkwasser:
- SWM Versorgungs GmbH
- SWM Infrastruktur GmbH & Co. KG
- SWM Gasbeteiligungs GmbH
- SWM Services GmbH
- LHM Services GmbH
- Marquesado Solar S.L (Betreiber des spanischen solarthermischen Kraftwerks Andasol 3)
- Bayerngas GmbH, München
- Energie Südbayern GmbH (ESB), München
- Gasversorgung Germering GmbH
- Gasversorgung Unterschleißheim GmbH & Co. KG
- Gasversorgung Haar GmbH (GVH)
- Gasversorgung Ismaning GmbH (GVI)
- Gemeinschaftskernkraftwerk Isar 2 GmbH (KKI2)
- Praterkraftwerk GmbH

Verkehr:
- Münchner Verkehrsgesellschaft mbH (MVG)
- Münchner U-Bahn-Bewachungsgesellschaft mbH, München (MUG)
- Münchner Linien GmbH & Co. KG (ML)

Informationstechnologie:
- M-net Telekommunikations GmbH

Sonstige:
- SWM Kundenservice GmbH, München
- Portal München Betriebs-GmbH & Co. KG

### Unternehmensdaten
| Mitarbeiter        | 11.604        |
| Umsatz 2024 (Euro) | 6.934.100.000 |
| Stromnetz (km)     | ≈ 12.000      |
| Fernwärmenetz (km) | ≈ 900         |
| Erdgasnetz (km)    | ≈ 6.000       |
| Wassernetz (km)    | ≈ 3.200       |
| Verkehrsnetz (km)  | ≈ 636         |

### Unternehmensleitung
Vorsitzender der Geschäftsführung ist Florian Bieberbach. Weitere Geschäftsführer sind Ingo Wortmann (Mobilität), Helge-Uve Braun (Technik), Karin Thelen (Regionale Energiewende) und Gabriele Jahn (Personal, Immobilien, Bäder). Vorsitzender des Aufsichtsrats ist Dieter Reiter, Oberbürgermeister der Landeshauptstadt München.

## Engagement

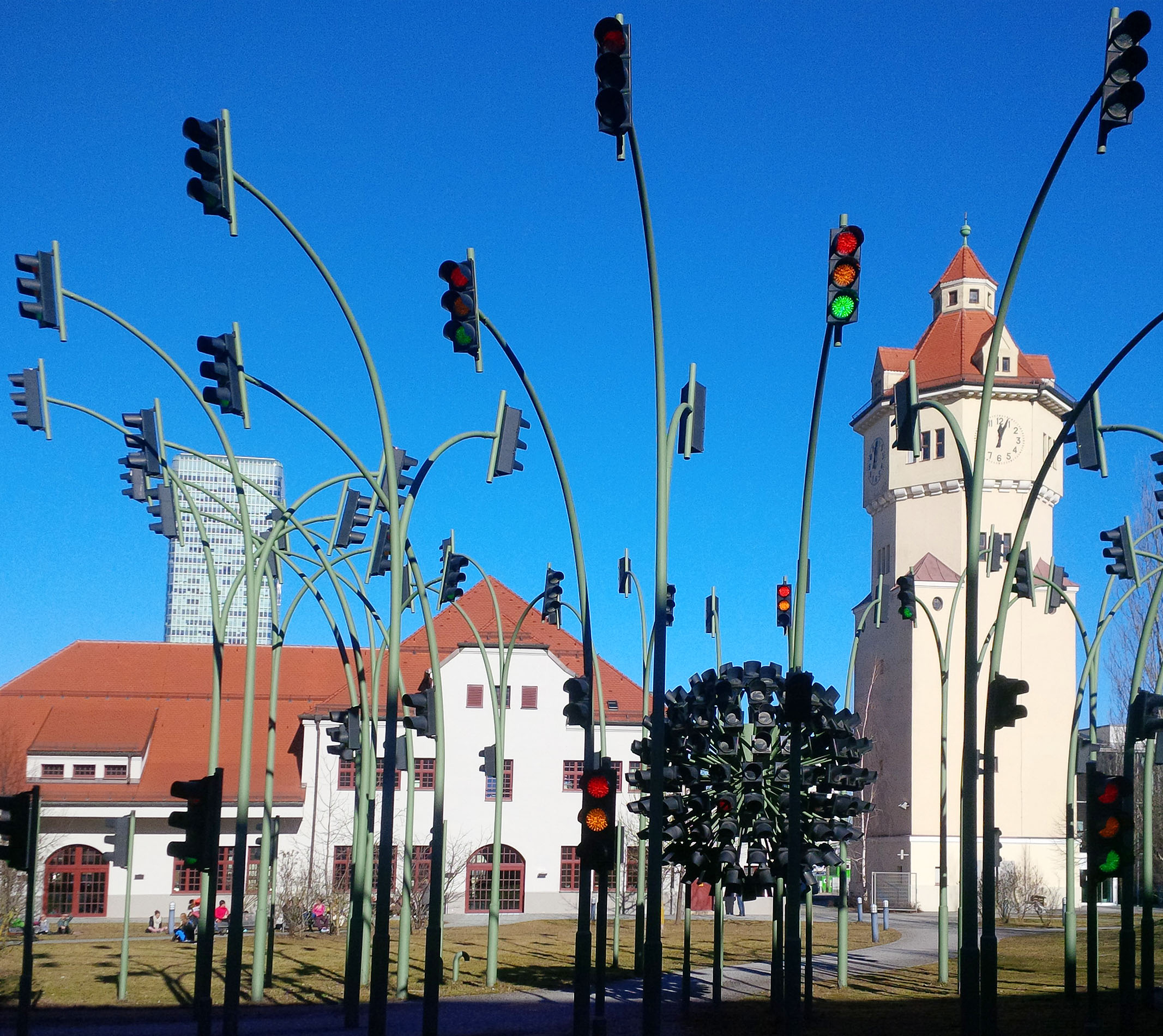
Kunst am Bau Projekt am Hauptsitz

### SWM Bildungsstiftung
Im November 2007 gründeten die SWM die SWM Bildungsstiftung. Sie fördert Maßnahmen und Projekte in vorschulischen und schulischen Feldern wie auch bei der beruflichen Erstausbildung. Anlässlich ihres fünfjährigen Bestehens im Jahr 2013 führte die SWM Bildungsstiftung zwei neue Förderschwerpunkte ein: ein eigenes Stipendienprogramm sowie einen Förderpreis. Das Stipendienprogramm richtete sich an Studierende der Ingenieur-, Natur-, Wirtschaftswissenschaften sowie Informatik aus München und der Region und wird (Stand August 2020) nicht mehr fortgesetzt. Der mit 10.000 Euro dotierte Förderpreis wird seit 2013 jedes Jahr für besonderes Engagement im Bereich Bildung für benachteiligte Kinder, Jugendliche und junge Erwachsene verliehen.

### Stadtwerke-Projekt
Sozial benachteiligte und/oder individuell beeinträchtigte junge Menschen werden von den SWM mit der Ausbildungsoffensive Stadtwerkeprojekt unterstützt. Seit 30 Jahren bietet das Stadtwerkeprojekt mit dem Stadtjugendamt meist fünf Jugendlichen pro Jahr eine gewerblich-technische Ausbildung bei den SWM an – in Verbindung mit berufsbezogener Unterstützung und sozialpädagogischer Begleitung. Die jungen Leute erhalten nicht nur eine abgeschlossene Ausbildung, sondern auch Unterstützung, um ihr Leben selbständig führen zu können.

### Sportförderung
Die SWM fördern die Schwimmstartgemeinschaft Stadtwerke München (SG SWM) und die Leichtathletikgemeinschaft Stadtwerke München (LG SWM). Die SG SWM ist ein Zusammenschluss der Vereine Isarnixen Damen-Schwimm-Verein München, Männer-Schwimm-Verein München, Freier Wassersportverein München und Schwimmverein München 1899. Die Trainings- und Startgemeinschaft ist erfolgreich in den Sparten Schwimmen, Synchronschwimmen, Wasserball und Springen. Ziele sind die Förderung des Leistungssports in den vier Sparten sowie die Teilnahme an nationalen und internationalen Wettkämpfen.